# Idolatria

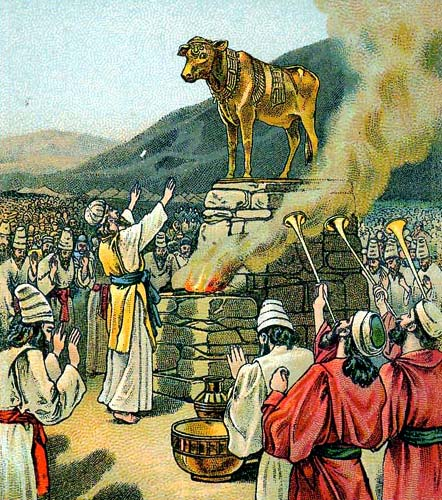
Adoració del Vedell d'or, un exemple d'idolatria en la tradició judeocristiana.

Idolatria és un concepte abrahàmic per a l'adoració indeguda que es dona als ídols. A totes les religions abrahàmiques la idolatria està severament prohibida, encara que les interpretacions del que constitueix idolatria varia entre elles. En altres religions l'ús d'imatges de culte és acceptat. Quines imatges, idees o objectes constitueixen idolatria sovint és objecte de considerables disputes.
La conducta considerada idòlatra o potencialment idòlatra pot incloure la creació de qualsevol tipus d'imatge d'una deïtat o d'altres figures d'importància religiosa com ara profetes, sants i clergues, la creació d'imatges de persones o animals qualssevol, i l'ús de símbols religiosos o seculars. A més a més, els teòlegs han estès el concepte per incloure la importància indeguda de qualsevol altre aspecte religiós, o secular de la vida en general, que no inclouen necessàriament l'ús d'imatges. Per exemple, el Catecisme de l'Església Catòlica sosté: «La idolatria no solament es refereix a l'adoració falsa del paganisme. L'home comet idolatria cada vegada que venera i reverència una criatura en lloc de Déu, ja sigui déus, dimonis –per exemple satanisme–, poder, plaer, raça, avantpassats, Estat, diners, etc.»
El fet d'evitar l'ús d'imatges per raons religioses és anomenat aniconisme. La destrucció d'imatges religioses dintre d'una societat és anomenat iconoclàstia, de la qual hi ha hagut molts grans episodis a la història.
L'ús del terme es dona principalment en la literatura religiosa jueva i cristiana, i la interpretació del concepte ha estat part de grans divisions entre diferents denominacions cristianes, de forma especial entre el protestantisme i el catolicisme romà. A la història del cristianisme es troba diferents posicions de les autoritats civils i religioses enfront del tema de l'adoració d'imatges. L'expansió del cristianisme als primers segles després de Crist, es va acompanyar d'imatges de màrtirs i sants, als quals es van sumar les imatges de Maria després del concili d'Efes.
En el context actual, tanmateix, la idolatria no està limitada a conceptes religiosos. També pot referir-se a fenòmens socials on són creades i adorades falses percepcions, i inclusivament usada com a terme a la indústria de l'entreteniment per a qui gaudeix d'una alta popularitat i admiració.

## Etimologia
La paraula idolatria prové per haplologia de les paraules gregues εἰδωλολατρία - eidololatria, parasíntesi de εἰδωλολάτρης, de εἴδωλον - eidolon, «imatge, figura», i λάτρις - latris «devot», o λατρεύειν latreuein «adoració» de λάτρον latron «tribut».
Encara que l'origen grec sembla una traducció grega de la frase hebrea avodat elilim trobada a la literatura rabina (e.g., bChul., 13b, Bar.), mentre que el terme grec no és trobat en si mateix a Septuaginta, Filó d'Alexandria, Flavi Josep o d'altres escrits jueus grecs. Tampoc és trobat a la literatura grega precristiana. Al Nou Testament, la paraula grega només és trobada a les cartes de Pau, Pere, Joan i l'Apocalipsi, on té un sentit despectiu, com si fos un dels vicis. També es troba al Didaché i el Concili de Jerusalem inclou una prohibició de la «contaminació dels ídols». Termes hebreus per a la idolatria inclouen avodah zarah (adoració estrangera) i avodat kochavim umazalot (adoració dels planetes i les constel·lacions).

## Judaisme
La idolatria està prohibida en la Torah i és, juntament amb la ira, l'assassinat i l'incest, pecats que no han de cometre's ni tan sols per salvar la vida. Així i tot, d'acord amb la Bíblia la idolatria va persistir en l'antic Israel; exemples d'això són el culte a Baal, a Astarot, a Moloch, als astres i la prostitució sagrada. Els rabins van prohibir tot contacte amb els idòlatres, inclusivament compartir aliments amb ells.

## Cristianisme

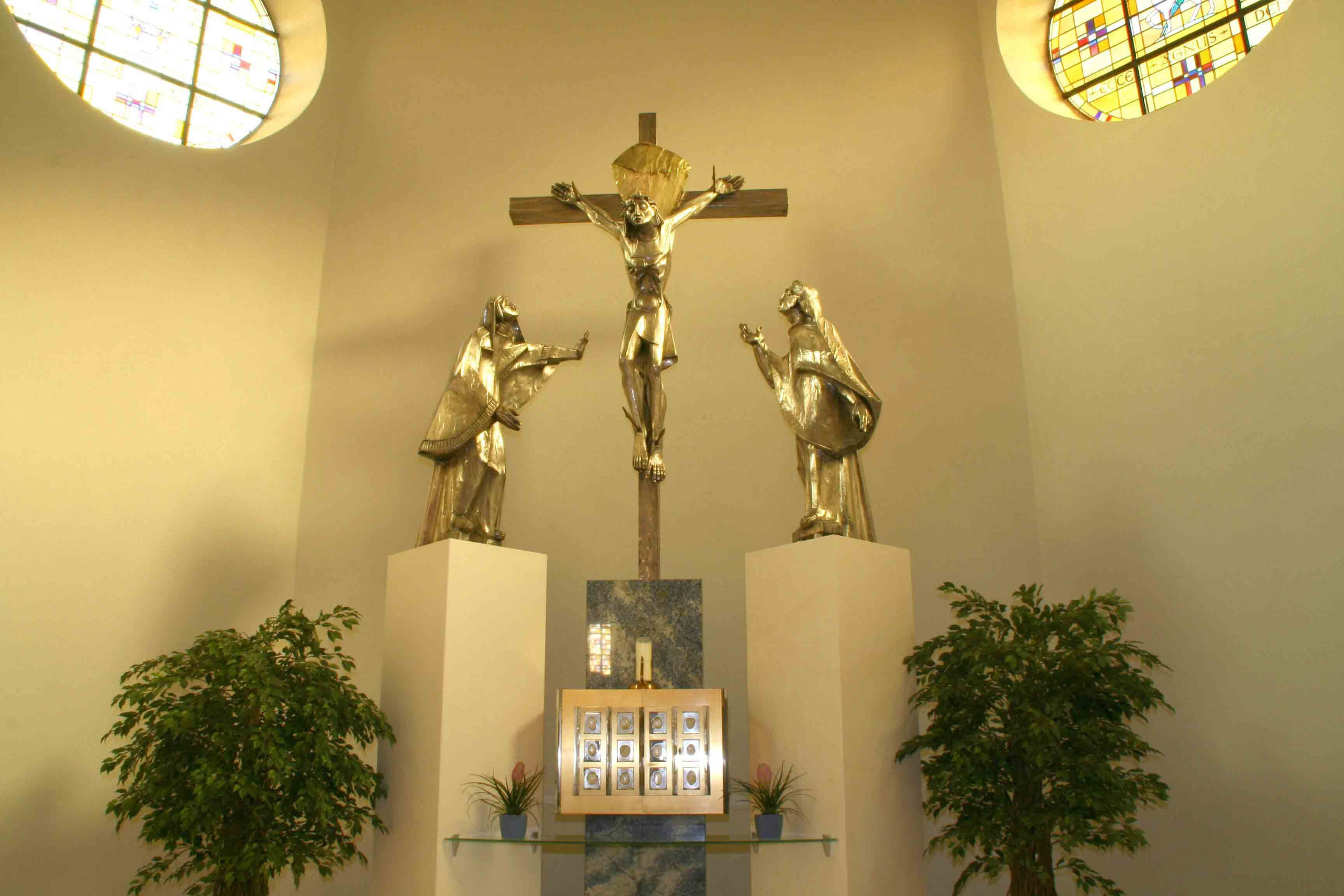
Crucifix, Abadia de Vézelay. El cos de Jesucrist en la creu és un tradicional símbol usat per les esglésies catòlica, ortodoxa, anglicana i luterana, per contrast amb alguns grups protestants que només usen una creu simple. La naturalesa del significat idòlatra de l'efígie de Déu com a home crucificat és discutit al cristianisme. Les altres religions abrahàmiques, especialment l'islam, ho veuen com a idolatria, mentre que al judaisme és anomenat Avodah Zarah, una forma menor d'idolatria.

El punt de vista cristià de la idolatria pot ser dividit de manera general en dues categories: l'actitud catòlica - ortodoxa, que accepta l'ús d'icones religioses i d'altres imatges, i la interpretació protestant. Protestants fonamentalistes sovint acusen els altres cristians d'idolatria, iconolatria i també paganisme per fallar a la «purificació de la seva fe» en l'ús d'imatges; a la Reforma Protestant aquests termes van ser comuns a tots els protestants. Els grups puritans van adoptar una opinió similar al judaisme –i com a resultat van ser acusats de judaïtzar-se–, condemnant totes les formes d'objectes religioses, ja sigui formes en tres o dues dimensions, incloent també la creu plana.

El problema deriva de les diferents interpretacions dels Deu Manaments:
| «              | No tindràs déus aliens davant meu. No et faràs imatge, ni cap semblança del que estigui a dalt en el cel, ni a baix a la terra, ni en les aigües sota la terra. No t'inclinaràs a elles, ni les honraràs; perquè jo sóc Jehovà el teu Déu, fort, gelós, que visito la maldat dels pares sobre els fills fins a la tercera i quarta generació dels que m'avorreixen, i faig misericòrdia a milers, als quals m'estimen i guarden els meus manaments. | » |
| — Èxode 20:3-6 | |   |